# 1973 год в литературе

## Премии

### Международные
- Нобелевская премия по литературе — Патрик Уайт, «За эпическое и психологическое мастерство, благодаря которому был открыт новый литературный материк».

### Австрия
- Австрийская государственная премия по европейской литературе — Гарольд Пинтер.

### Израиль
- Государственная премия Израиля за литературу на иврите — Шин Шалом.

### Великобритания
- Букеровская премия — Джеймс Гордон Фаррел, «Осада Кришнапура»

### СССР
- Ленинская премия в области литературы— не присуждалась
- Государственная премия СССР в области литературы:
  - Михаил Луконин, за книгу стихов «Необходимость»;
  - Наби Хазри, за стихотворный сборник «Море начинается с вершин» и новые стихи из книги «Стихи и поэмы»;
  - Виктор Перцов, за книгу «Маяковский. Жизнь и творчество»;
  - Алексей Метченко, за книгу «Кровное, завоёванное. Из истории советской литературы»
- Премия имени М. Горького:
  - Сергей Васильев, за поэму «Достоинство»;
  - Анатолий Калинин, за повести «Эхо войны» и «Возврата нет»;
  - Григорий Ходжер, за трилогию «Амур широкий»

### США
- Пулитцеровская премия за лучшую драму — Джейсон Миллер, «Тот самый чемпионат» (англ. That Championship Season).
- Пулитцеровская премия за художественную книгу — Юдора Уэлти, «Дочь оптимиста» (англ. The Optimist's Daughter).
- Пулитцеровская премия за поэзию — Максин Кумин, «Верхняя страна» (англ. Up Country).

### Франция
- Гонкуровская премия — Жак Шессе, «Людоед» (фр. L’Ogre).
- Премия Ренодо — Сюзанна Пру, La Terrasse des Bernardini.
- Премия Фемина — Мишель Дар, «Хуан Мальдонне» (фр. Juan Maldonne).
- Премия Медичи — Тони Дювер, Paysage de fantaisie.
  - Премия Медичи за лучшее зарубежное произведение — Милан Кундера, «Жизнь — не здесь» (чеш. Život je jinde).

## Книги
- «Берёзовая роща» (англ. Birchwood) — произведение Джона Бэнвилла.
- «Дракон на крыше» — произведение Ивана Елагина.
- Собаки лают" (англ. The Dogs Bark) — произведение Трумана Капоте.
- «Странная история» — книга Евгения Терновского.

### Романы
- «В августе сорок четвёртого» роман Владимира Богомолова.
- «Гибель дракона» (яп. 日本沈没), Сакё Комацу.
- «Золотая наша Железка», Василия Аксёнова.
- «Лесь» (пол. Lesio ) роман Иоанны Хмелевской.
- «Не стреляйте белых лебедей» роман Бориса Васильева.
- «Нетерпение», Юрий Трифонов.
- «Подлодка» (нем. Das Boot), Лотар-Гюнтер Буххайм.
- «Порт святых» (англ. Port of Saints), Уильям Берроуз.
- «Свидание с Рамой» (англ. Rendezvous with Rama), Артур Кларк.
- «Смертельная скачка» (англ. Slay-ride), Дик Френсис.
- «Школа для дураков», Саша Соколов.

### Повести
- «Братья Львиное сердце» (швед. Bröderna Lejonhjärta) — повесть Астрид Линдгрен.
- «Господин Ау» (фин. Herra Huu) — повесть Ханну Мякеля.
- «Дядя Фёдор, пёс и кот» — повесть Эдуарда Успенского.
- «Парень из преисподней» — повесть братьев Стругацких.

### Пьесы
- «Соло для часов с боем» (словац. Sólo pre bicie) — пьеса Освальда Заградника.

## Родились
- 14 апреля — Тауэр, Уэллс, американский писатель, обладатель нескольких литературных премий.
- Герман Садулаев, чеченский писатель.

## Умерли
- 22 февраля — Элизабет Боуэн, англо-ирландская писательница (родилась в 1899).
- 6 марта — Перл Бак, американская писательница, лауреат Нобелевской премии по литературе 1938 года (родилась в 1892).
- 27 марта — Тимо Мукка, финский писатель, поэт, сценарист (родился 1944).
- 28 апреля — Жак Маритен, французский философ, теолог (родился в 1882).
- 20 мая — Миколас Вайткус, литовский поэт и драматург (родился в 1883).
- 8 июня — Маркос Авгерис, греческий поэт, прозаик
- 20 июля — Михаил Васильевич Исаковский, советский поэт (родился в 1900).
- 28 июля — Мэри Эллен Чейз (род. 1887), американский писатель, учёный и педагог.
- 2 сентября — Джон Рональд Руэл Толкин, английский писатель, лингвист, филолог (родился в 1892).
- 15 сентября — Макс Циммеринг, немецкий писатель, поэт (родился в 1909).
- 23 сентября — Пабло Неруда, чилийский поэт, дипломат и политический деятель (родился в 1904).
- 29 сентября — Уистен Хью Оден, английский поэт (родился в 1907).